# SIGABA
SIGABA, ECM Mark II — шифровальная машина, использовавшаяся для дешифровки сообщений в Соединённых Штатах Америки со времён Второй мировой войны до 1950-х годов. В армии США шифратор имел обозначения SIGABA или Converter M-134, в военно-морском флоте — CSP-888/889 . Модифицированная версия для военно-морского флота имела обозначение CSP-2900.
Как и во многих других шифровальных машинах той эпохи, в SIGABA использовалась электромеханическая система потокового шифра для расшифровывания сообщений, но она была более продвинутой и защищённой по сравнению с предшествующими моделями. За время её службы во Второй мировой войне не было зафиксировано ни одного случая её криптоанализа.

## История
Ещё до начала Второй мировой войны американским криптографам было известно, что «одношаговое движение» роторной машины может использоваться злоумышленниками. В случае с известной Энигмой подобные атаки могли быть предотвращены случайным периодическим перемещением роторов после каждого нового сообщения. Но позднее выяснилось, что и в этих перемещениях существует закономерность, и Энигма была относительно просто взломана во времена войны.
Уильям Фридман, глава отдела шифров армии США, разработал систему рандомизации движения роторов, предотвращающую атаки подобного рода. Его модификации заключались в добавлении бумажной перфоленты из телетайпной машины к небольшому устройству с металлическими «щупальцами» для передачи электричества через отверстия. После того, как сообщение было напечатано, через роторы отправлялся сигнал, производящий зашифрованную версию, как это было в Энигме. Кроме того, ток также протекал через перфоленту, и при наличии отверстий в ленте в текущем местоположении соответствующий ротор перемещался, а затем лента сдвигалась на одну позицию вперёд. В сравнении с Энигмой, где все роторы перемещались на одну позицию при каждом нажатии на кнопку, движение роторов в новой машине было более случайным. Получившаяся конструкция пошла в мелкосерийное производство как М-134, её параметры сообщений включали в себя положение ленты и настройки коммутации, которые указывали линии отверстий на ленте, контролируемые роторами. Однако, существовали трудности с использованием хрупких бумажных лент в полевых условиях.
Коллега Фридмана, Фрэнк Роулетт, изобрёл новый способ рандомизации перемещения, используя другой набор роторов. В наборе Роулетта каждый ротор должен быть изготовлен таким образом, чтобы на его выходе генерировалось от одного до четырёх сигналов, передвигающих один или несколько роторов (роторы обычно имеют один выход для каждого входа). Для развития криптографии в США до войны было мало денежных средств, поэтому Роулетт и Фридман создали серию «дополнений» к существующим машинам под названием SIGGOO (или M-229), которые использовались в существующей М-134 вместо считывающей перфоленты. Это были небольшие «ящики», содержащие три установочных ротора, в которых пять входов были включены, словно кто-то одновременно нажал пять клавиш Энигмы; их выходы были «собраны» в пять групп — то есть, буквы A, B, C, D и E, например, будут связаны друг с другом. Эти пять сигналов на входной стороне будут рандомизированы через роторы и высланы на выход по одной из пяти линий. Сейчас движением роторов можно управлять специальным кодом вместо добавления бумажной ленты.
В 1935 году они показали свою работу Джозефу Венджеру, криптографу секции OP-20-G военно-морского флота США. До 1937 года он не видел особой пользы от применения данной разработки военно-морским флотом. Но когда он продемонстрировал их командиру Лоренсу Саффорду, коллеге Фридмана из разведывательного управления ВМС США, командир сразу увидел потенциал машины; затем вместе с командиром Зайлером он добавил ряд изменений, делающих машину более лёгкой в производстве. Результатом их трудов стала ЭВМ Марк-II, которую в ВМФ затем стали производить как CSP-889 (или 888).
Как ни странно, армия была не в курсе существования этой машины до начала 1940 года, потому что они начали применять эту машину только тогда. В 1941 году армия и флот создали совместную криптографическую систему, основанную на алгоритмах этой машины. В армии эта разработка была известна как SIGABA.
26 июня 1942 года армия и флот США заключили соглашение, по которому шифровальные машины SIGABA было запрещено распространять за границу за исключением случаев, когда вооружённые силы Америки могли защитить машину от шпионов. Машина SIGABA могла быть использована в другой союзной стране только при условии, что военные данной страны будут лишены прямого доступа к машине или если работу с машиной будет проводить американский офицер связи.

## Описание
В общих чертах Энигма является прообразом SIGABA, обе машины используют серию роторов для шифрования одного символа в другой. Но если в Энигме использовалось 3 ротора, в SIGABA их было 15. Также в SIGABA не используется рефлектор.
В SIGABA есть 3 фрагмента с 5 роторов в каждом, действия каждых 2 фрагментов контролируются оставшимся.
- Главный фрагмент машины называется шифрующие роторы, каждый из которых имеет 26 контактов. Роторы данного фрагмента действовали аналогично другим роторным машинам, таких как Энигма, когда открытый текст письма был введен, сигнал подаётся на вход фрагмента, на выход поступает уже зашифрованный текст письма[1].
- Второй фрагмент машины называется контролирующие роторы. Каждый ротор там также имеет 26 контактов. На каждом шаге роторы получают 4 сигнала. После пропуска сообщения через контролирующие роторы, выходное сообщение разделяется на 10 групп произвольного размера от 1 до 6 контактов. Каждая группа поочерёдно подаётся на вход следующего фрагмента роторов[1].
- Третий фрагмент машины называется индексные роторы. Это роторы, меньшие по размеру, имеющие только 10 контактов и не двигающиеся во время шифрования. После пропуска текста через индексные роторы будут включены от 1 до 4 выходов из 5. Они перемещают шифрующие роторы[1].

В SIGABA роторы перемещаются новым, более случайным способом. Это значит, что атаки на сообщения, зашифрованные этой машиной, будут гораздо менее успешны, чем атаки на машины с более простыми механизмами, как Энигма. Даже имея текст на руках, трудно расшифровать изначальное сообщение из-за множества вариантов шифрования.
Но у SIGABA были и свои недостатки. Она была габаритной, тяжёлой, затратной в плане бюджета, сложной в управлении и достаточно хрупкой. В плане практичности она серьёзно уступает более лёгкой и компактной Энигме. Для SIGABA нашли применение, используя её в радиорубках морского флота, но ввиду практических проблем, описанных выше, её невозможно использовать в полевых условиях. В большинстве случаев военные пользовались другими системами, особенно когда нужно было передавать тактические данные во время боя. SIGABA, несмотря на её защищённость, была не приспособлена для маневрирования во время военных действий и уступала в этом плане шифровальным машинам вроде M-209.

## Combined cipher machine
SIGABA была также адаптирована для взаимодействия с усовершенствованной британской машиной Typex. Они были объединены в систему, известную как Combined Cipher Machine (CCM), использовавшуюся с ноября 1943 года.